# Lambton Castle
Lambton Castle er et stateligt hjem, der står på et højdedrag over Chester-le-Street i County Durham, England. Den er hovedsæde for Lambton-familien, der har været jarl af Durham i flere generationer.
Størstedelen af bygningen blev opført mellem 1820 og 1828 af John Lambton, den første jarl af Durham og generalguvernør af Canada fra 1838-1839. Den blev tegnet af Joseph Bonomi de ældre og hans søn Ignatius i stil med en normannisk borg.
Det er en listed building af anden grad.
Parken omkring bygningen er omkranset af en høj mur. Familien afholder årlige fasanjagter. Fra 1972 til 1980 eksisterede Lambton Lion Park på ejendommens jorde.